# Camil Baltazar
Camil Baltazar (Foksány, 1902. augusztus 25. – Bukarest, 1977. április 27.) zsidó származású román költő a két világháború között. Igazi neve Leibu Goldenstein (vagy Leopold Goldstein) volt. Verseire a tradicionalizmus és az intimitás jellemző.

## Élete
Iskoláit Bukarestben végezte, majd a România Liberă nevű újságnál lett szerkesztő. Dolgozott még a Zburătorul, Reporter és a Gazeta literară lapoknál is. 1923-ban debütált Vecernii című verseskötetével. 1932-ben a România Mare szerkesztői titkárnak nevezte ki. Habár 1947 és 1976 között nyolc verseskötetet adott ki, a költő sokáig feledésbe merült.

## Válogatott művei
- Vecernii, 1923
- Flaute de mătase, 1923
- Reculegeri în nemurirea ta, 1925
- Biblice, 1926
- Strigări trupești lângă glesne, 1927
- Cina cea de taină, 1929
- Poeme vechi și noi, 1931
- Întoarcerea poetului la uneltele sale, 1937
- Tărâm transparent, 1939

## Fordítás
- Ez a szócikk részben vagy egészben  a   Camil Baltazar című román Wikipédia-szócikk ezen változatának fordításán alapul.  Az eredeti cikk szerkesztőit annak laptörténete sorolja fel. Ez a jelzés csupán a megfogalmazás eredetét és a szerzői jogokat jelzi, nem szolgál a cikkben szereplő információk forrásmegjelöléseként.